# Klas Horn
Klas Horn af Kanckas (* 15. September 1583 in Narwa; † 22. August 1632 in Windsheim) war ein schwedischer Reichsrat und Generalgouverneur von Schwedisch-Pommern.

## Leben
Klas Horn wurde als Sohn des schwedischen Reichsrats Carl Henriksson Horn af Kanckas (1550–1601) und dessen Frau Agneta, geborene von Dellwig († 1611) geboren. Seine Brüder waren der Feldmarschall Gustaf Karlsson Horn, der Feldmarschall Evert Karlsson Horn und der Diplomat Henrik Karlsson Horn.
Nach Beendigung seines Studiums in der Heimat nahm Horn 1600 eine Stellung als Leibpage des sächsischen Kurfürsten Christian II. an, wo er drei Jahre blieb. 1605 kehrte er nach Schweden zurück und wurde Stallmeister von Kronprinz Gustav II. Adolf. 1612 wurde er Reichsstallmeister.
Nach dem Ausbruch des russischen Krieges reiste er nach Schwedisch-Livland und diente von 1614 bis 1615 unter seinem Bruder Evert Horn. Klas Horn wurde 1616 Hofmarschall und Statthalter von Stockholm, nach dem Frieden von Stolbowo wurde er 1617 zum Reichsrat befördert. Er wurde 1620 Reichsmarschall und war von 1622 bis 1624 Statthalter von Eskilstuna, Ulfvesunds, Västerås und des Landkreises Väsby mit Skinnskatteberg und Väster-Dalarna. Er war von 1624 bis 1631 zudem Gouverneur von Upland und Statthalter am Königlichen Palast und Schloss Uppsala. 1631 zog er nach Stralsund und wurde Generalgouverneur in Schwedisch-Pommern.
Horn ist in der Kathedrale von Uppsala begraben.

## Familie
Klas Horn war ein Sohn von Carl Henriksson Horn und Agneta von Dellvig. Seine Brüder waren Evert Horn, Gustaf Horn und Henrik Horn.
Seit 1618 war er mit Ebba Lewenhaupt (1595–1654), der einzigen Tochter von Moritz Lewenhaupt (1559–1607), verheiratet.

## Ehrungen
Nach Klas Horn wurde ein Zerstörer der Schwedischen Marine benannt, der 1930 vom Stapel lief.